# Adana Demirspor

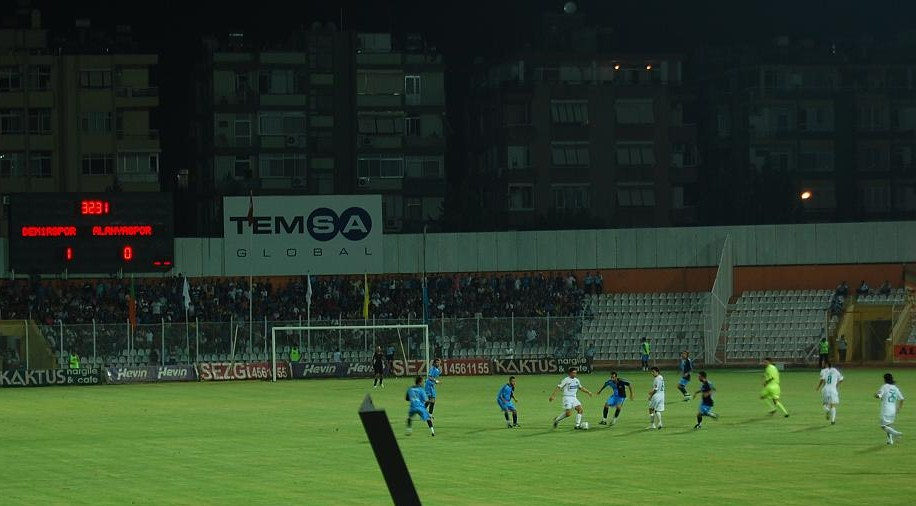
Adana Demirspor tegen Alanyaspor

Adana Demirspor is een Turkse voetbalclub opgericht in 1940 te Adana. 
De clubkleuren zijn licht- en donkerblauw, en de thuisbasis van de voetbalclub is het Yeni Adana Stadion (Nieuw Adana Stadion). In het verleden beschikte Adana Demirspor over branches als; volleybal, wielrennen, worstelen, zwemmen, waterpolo, basketbal en atletiek.

Adana ligt in de Middellandse Zeeregio.

## Geschiedenis

### Oprichting
Adana Demirspor is opgericht in 1940 onder aanvoering van directeur Eşref Demirağ van de Turkse Spoorwegen. In de eerste jaren na de oprichting is de club actief geweest in de Çukurova Ligi (Regionale competitie). De voetbalclub uit Adana, de zesde grootste stad van Turkije, is zeventien seizoenen lang actief geweest in de Süper Lig. De beste prestatie werd behaald in het seizoen 1981/82 toen de club zesde van de Süper Lig werd. In 1977/78 speelde Adana Demirspor in de finale van de Turkse Beker. Daarin werd uiteindelijk verloren van Trabzonspor. De club heeft sinds de oprichting een rivaliteit met stadsgenoot Adanaspor.

### Oprichters
- Eşref Demirağ
- Vasfı Ramzan
- Hasan Silah
- Hikmet Tezel
- Feridun Kuzeybay
- Seha Keyder
- Emin Ersan
- Esat Gürkan
- Kenan Gülgün

### 2010-2013
In het seizoen 2010-2011 eindigde Adana Demirspor als 5de in de rangschikking van Spor Toto 2. Lig, en mocht zo dus play-offs gaan spelen voor promotie naar de TFF 1. Lig. In de kwartfinales won Adana Demir tegen Yeni Malatyaspor in de strafschoppenseries met 4-2. In de halve finale verloor de club 1-3 van Bandırmaspor. In het seizoen 2011-12 deed de club het beter en werd er dus door de supporters een promotie verwacht. De club werd derde en mocht opnieuw play-offs spelen voor de promotie. In de kwartfinales won Adana Demirspor met 1-0 van Balıkesirspor. In de halve finale wist het deze keer zijn tegenstander uit te schakelen. Deze keer werd het tegen Bugsaşspor 0-0 in de reguliers speeltijd, en mochten er dus strafschoppen getrapt worden. Bij deze serie won Adana Demirspor met 9-8 en plaatste zich zo voor de finale. Daar moest het opnemen tegen Fethiyespor. Het werd 2-1 in het voordeel van Demirspor en verdiende de club als derde promovendus een plek in de 1. Lig. In het seizoen 2012-13 was Adana Demir al meteen een van de favorieten voor het kampioenschap. Adana Demirspor eindigde op een 7de plaats in de rangschikking en omdat 1461 Trabzon niet kon meedoen, mocht Adana Demirspor deelnemen aan de play-offs voor de promotie naar Süper Lig. In de heenwedstrijd van de halve finale verloor het tegen Manisaspor met 0-2, en in de tweede wedstrijd speelden de twee teams 1-1 gelijk. Zo werd de club uitgeschakeld voor de finale.

### 2015-2017
In het seizoen 2015-2016 wist de club op een 4de plaats te eindigen en zich te kwalificeren voor de play-offs voor promotie. In de halve finales nam Demirspor het op tegen Elaziğspor. De eerste wedstrijd eindigde in een 3-2 nederlaag voor de club uit Adana. De tweede wedstrijd werd gespeeld in Adana en bleef tot het 90ste minuut op een 1-1 gelijkspel steken, totdat er in de allerlaatste minuut  de 2-1werd gescoord en het finaleticket uit de handen van Elazığspor werd afgepakt. In de finale moest Demirspor het opnemen tegen Alanyaspor, dat in de andere halve finale Balıkesirspor versloeg. De stand na 120 minuten was 1-1, dus moesten er strafschoppen worden genomen om de winnaar (promovendus) te bepalen. Deze verloor Demirspor met 4-2 en miste zo nipt een promotie naar de Süper Lig. 
In het seizoen 2016-2017 werd ternauwernood degradatie ontlopen, doordat Şanlıurfaspor het af moest leggen in de doorslaggevende onderlinge duels met Adana Demirspor en Samsunspor. Alle drie de clubs eindigden met 36 punten.

### 2018-
In 2018 werd zakenman Murat Sancak de voorzitter van de club en leverde grote bijdrages aan Demirspor. Tanju Çolak werd sportief directeur en Anderson, die eerder speelde voor onder andere FC Porto en Manchester United werd gekocht.
Uiteindelijk werd de club kampioen van de TFF 1. Lig in het seizoen 2020-2021 en promoveerde na 26 jaar weer naar de Süper Lig. Bekende spelers kwamen bij de club, zoals Mario Balotelli en Younès Belhanda. Het seizoen 2022-2023 eindigde de club op de vierde plaats in de Süper Lig en mocht daarom voor het eerst in de clubgeschiedenis deelnemen aan een UEFA-toernooi. In de laatste kwalificatieronde voor de groepsfase van de UEFA Europa Conference League, werd het echter na penalty's uitgeschakeld tegen KRC Genk.
Op 16 maart 2025 degradeerde Adana Demirspor naar de TFF 1.Lig, tien speelronden voor het einde van de competitie, na vier seizoenen in de Süper Lig doorgebracht te hebben.

## Resultaten

### Gespeelde Divisies
Süper Lig: 1960-1961, 1973-1984, 1987-1990, 1991-1992, 1994-1995 en 2021-2025
TFF 1. Lig: 1963-1973, 1984-1987, 1990-1991, 1992-1994, 1995-1999, 2002-2004, 2012-2021, 2025-
TFF 2. Lig: 2001-2002, 2004-2012
TFF 3. Lig: 1999-2001
Regionale Divisie: 1958-1960, 1961-1963

## In Europa
Uitslagen vanuit gezichtspunt Adana Demirspor
| Seizoen                                                    | Competitie               | Ronde | Land              | Club      | Totaalscore  | 1e W    | 2e W       | PUC |
| ---------------------------------------------------------- | ------------------------ | ----- | ----------------- | --------- | ------------ | ------- | ---------- | --- |
| 2023/24                                                    | Europa Conference League | 2Q    | Vlag van Roemenië | CFR Cluj  | 3-2          | 1-1 (U) | 2-1 (T)    | 3.5 |
|                                                            |                          | 3Q    | Vlag van Kroatië  | NK Osijek | 7-4          | 5-1 (T) | 2-3 (U)    | 3.5 |
|                                                            |                          | PO    | Vlag van België   | KRC Genk  | 2-2 (4-5 ns) | 1-2 (U) | 1-0 nv (T) | 3.5 |
| Totaal aantal behaalde punten voor UEFA coëfficiënten: 3.5 |                          |       |                   |           |              |         |            |     |

## Bekende (Ex-)Spelers
Turken
- Fatih Terim
- Hasan Şaş
- Ozan Ipek
- Adnan Sezgin
- Fevzi Elmas
- Ali Tandoğan
- Murat Akça
- Hüseyin Çimşir
- Artun Akçakın

Belgen
- Fazlı Kocabaş
- Murat Akın
- Jonathan Legear

Brazilianen
- Gökçek Vederson

Italianen
- Mario Balotelli

Kameroenezen
- Dorge Kouemaha

Macedonen
- Daniel Mojsov

Marokkanen
- Younès Belhanda

Polen
- Mariusz Pawełek

Portugezen
- Nani

Tsjechen
- Jan Rajnoch

Zambiërs
- Jacob Mulenga